# 濱名惣社神明宮
濱名惣社神明宮（はまなそうしゃしんめいぐう）は、静岡県浜松市浜名区三ケ日町にある神社である。

## 歴史
創立は詳らかではないが、口碑によると垂仁天皇の皇女倭姫命が天照皇大御神の神勅によって三種の神器を奉じて大和の国より伊賀・伊勢・美濃・尾張の地を経て鎮座の地を定めよとの思召しによって太田命の先導で船にてこの地に行幸になり四十余日御行宮の後、更に神託によって勢州渡会の五十鈴川の辺に移御なされた。
本殿は浜名神戸より伊勢神宮へ貢進品の収納庫として使われたといわれ板倉造（井籠造）という全国でも類の少ない古式の形式で歴代の将軍・国守の尊崇の念が厚く特に豊臣・徳川両氏の代々の将軍は掟を定めて朱符の田四十二石を寄進して崇敬の意を表している。
式内社の英多神社の論社とされる。
明治五年八月二日に郷社に列する。
明治四十年二月十一日に神饌幣帛料供進に指定される。

## 祭神
- 天照皇大御神

境内掲示によると、上古三ケ日地方を統治した浜名県主が、祖神太田命を祀り、その後天慶三年（940年）に三ケ日地方が伊勢神領になるに及んで天照皇大御神が主祭神となり太田命は従的位置になったものと推定される。

## 摂末社

### 摂社
- 太田命社（御祭神 - 太田命）
- 天棚機媛神社（御祭神 - 天棚機姫命）
- 天羽槌雄神社（御祭神 - 天羽槌雄命）

### 末社
- 須佐之男神社（御祭神 - 須佐之男命）
- 天満宮（御祭神 - 菅原道真公）
- 八幡宮（御祭神 - 応神天皇、比売神、神功皇后）
- 貴船神社（御祭神 - 高龗神）
- 白山神社（御祭神 - 菊理媛神）
- 八柱神社（御祭神 - 五男三女の八柱の神）
- 金毘羅神社（御祭神 - 大物主神）
- 金山神社（御祭神 - 金山毘古命）

## 文化財

### 重要文化財（国指定）
- 浜名惣社神明宮本殿	一棟 - 1993年（平成5年）4月20日指定

### 静岡県指定重要文化財
- 羽槌雄神社社殿	一棟 - 1979年（昭和54年）11月19日指定